# Херберт, Збигнев
Зби́гнев Хе́рберт (пол. Zbigniew Herbert, 29 октября 1924, Львов — 28 июля 1998, Варшава) — польский поэт, драматург, эссеист.

## Биография
По отцу — английских и армянских корней (прадед-англичанин приехал во Львов из Вены).
Учился во Львове в классической гимназии.
В годы немецкой оккупации Львова занимался в подпольном университете, окончил школу подхорунжих, служил в подпольной Армии Крайовой, был ранен.
После войны учился в Академии художеств и в университетах в Кракове, Торуне, Варшаве. Изучал экономику, право, философию. Получил диплом юриста.
Работал в различных мелких службах, занимался журналистикой, жил у друзей. С 1955 — член Союза польских писателей, тесно сотрудничает с литературным журналом «Twórczość», которым руководил Я. Ивашкевич. Первые книги стихов — 1956, 1957. В 1958—1960, 1963—1964, 1965—1971, 1975—1980, 1986—1992 жил за рубежом (Франция, Великобритания, Италия, ФРГ). Открыто выступал в защиту осуждённых членов подпольной организации Рух. Находился под усиленным наблюдением «литературного» отдела Службы госбезопасности во главе с полковником Майхровским.
В 1990-е годы тяжело болел.

## Произведения

### Стихотворения
- Struna światła / Струна света (1956)
- Hermes, pies i gwiazda / Гермес, пёс и звезда (1957)
- Studium przedmiotu / Исследование предмета (1961)
- Napis / Надпись (1969)
- Pan Cogito / Господин Когито (1974)
- Raport z oblężonego Miasta i inne wiersze / Рапорт из осаждённого Города и другие стихи (Париж, 1983)
- Elegia na odejście / Элегия на уход (Париж, 1990).
- Rovigo / Ровиго (1992)
- Epilog burzy / Эпилог бури (1998)

## Драмы
- Jaskinia filozofów / Пристанище философов (1956)
- Drugi pokój / Другая комната (1958)
- Rekonstrukcja poety / Реконструкция поэта (1960)
- Listy naszych czytelników / Письма наших читателей (1972)

## Эссе
- Barbarzyńca w ogrodzie / Варвар в саду (1962)
- Martwa natura z wędzidłem / Натюрморт с удилами (1993)
- Labirynt nad morzem / Лабиринт над морем (2000, посмертно)
- Król mrówek. Prywatna mitologia / Муравьиный царь. Личная мифология 2001, посмертно

## Признание
Интеллектуально-философская лирика («поэзия исторической иронии», по выражению Чеслава Милоша) и культурологическая эссеистика Херберта переведены на многие языки мира. Он удостоен премии Объединения польских студентов (1961), международных премий Николауса Ленау (1965), Гердера (1973), Петрарки (1978), премии Независимого профсоюза «Солидарность» и премии Семпа Шажинского (обе 1984), премии Бруно Шульца (1988), премии Польского ПЕН-Клуба (1990), Иерусалимской премии (1991), премии немецкой критики за лучшую книгу года (1994, за «Натюрморт с удилами»), премии Т. С. Элиота (1995), премии г. Мюнстер (1996) и др.

## Публикации на русском языке
- Иностранная литература. — 1973. — № 2; 1990. — № 8; 1998. — № 8; 2001. — № 7. (Циклы стихов З. Херберта в переводах В. Британишского).
- Польская поэзия. XX век. Антология. — Вахазар, 1993. — С. 141—202. (Стихи З. Херберта в переводах А. Базилевского, С. Свяцкого).
- Астафьева Н., Британишский В. Польские поэты XX века. Антология. — Т. II. — СПб.: Алетейя, 2000. — С. 128—161. (Стихи З. Херберта в переводах В. Британишского).
- Из книги «Господин Когито» // М. Гаспаров. Экспериментальные переводы. — СПб.: Гиперион, 2003. — С. 260—266.
- Стихотворения / Перевод, предисловие, примечания В. Британишского. — СПб.: Алетейя, 2004.
- Варвар в саду / Перевод Л. Цывьяна. — СПб.: Издательство Ивана Лимбаха, 2004.
- Избранное: стихотворения. — М.: Текст, 2010. — (Серия «Билингва»).
- {http://www.poezia.ru/article.php?sid=91946} (недоступная+ссылка) 7 стихотворений в переводах Вячеслава Куприянова
- Натюрморт с удилами: Очерки / Пер. с польского А. Нехая. — СПб.: Издательство Ивана Лимбаха, 2013. — 304 с., ил.
- Лабиринт у моря / Пер. с польского А. Нехая. — СПб.: Издательство Ивана Лимбаха, 2015. — 352 с.
- Обновление взгляда: Избранные стихотворения / Пер. с польского, предисл. и прим. А. Ройтмана. — М.: ОГИ, 2019. — 472 с. — ISBN 978-5-94282-834-9.